# Diarthrodes cystoecus
Diarthrodes cystoecus is een eenoogkreeftjessoort uit de familie van de Dactylopusiidae. De wetenschappelijke naam van de soort is voor het eerst geldig gepubliceerd in 1954 door Fahrenbach.